# Clockwork Revolution
Clockwork Revolution (с англ. — «Заводная революция») — будущая компьютерная игра в жанре Action/RPG, которую разрабатывает компания inXile Entertainment и издаст компания Xbox Game Studios. Игру планируется выпустить на Windows и Xbox Series X/S.

## Игровой процесс
Clockwork Revolution — это игра в жанре Action/RPG с видом от первого лица. В ней представлены бои, изменяющие время, элементы ролевой системы и создания персонажей.
Игроки будут использовать Хронометр (англ. Chronometer), аппарат для путешествий во времени. Это позволяет перемещаться во времени назад, выбирать, как повлиять на прошлое, а затем возвращаться в настоящее, чтобы испытать последствия своих решений. Кроме того, игровые сцены в тизере показывают стрельбу от первого лица с использованием различных мушкетов и другого, более сложного, но функционально похожего оружия. Хронометр позволит игрокам путешествовать в прошлое и делать выбор, который может изменить весь мир. Оружие в Clockwork Revolution представляет собой смесь технологий стимпанка и огнестрельного оружия конца XIX века, включая револьверы, рычажные многозарядники и модифицированные пулемёты Гатлинга.

## Сюжет
Основным местом действия Clockwork Revolution служит Авалон (англ. Avalon), мегаполис викторианской эпохи в стиле стимпанк. В городе богатые производители заменяют свои отсутствующие конечности сложными заводными протезами, а механические рабы выполняют все потребности своих хозяев. Но источники этих технологических достижений зловещи: Леди Айронвуд (англ. Lady Ironwood) использует путешествия во времени для того, чтобы менять события в прошлом Авалона с целью сохранить социальную иерархию, выгодную ей и её соседям по высшему классу. Игра также затрагивает и политические темы, предполагая наличие различных идеологий и фракций, к которым могут присоединиться игроки.

## Разработка
Clockwork Revolution — первая AAA-игра от InXile Entertainment, создаваемая под руководством Xbox Game Studios. Это также их самая большая игра по масштабу и бюджету. Об игре впервые было объявлено на мероприятии Xbox Games Showcase 12 июня 2023 года. Это Action/RPG, разработкой которой руководят Чад Мур в качестве игрового директора и Джейсон Андерсон в качестве главного дизайнера. Игра выйдет на Windows и Xbox Series X/S.
30 января 2024 года компания InXile Entertainment объявила о партнёрстве с недавно основанной студией видеоигр Shapeshifter Games для разработки Clockwork Revolution. Shapeshifter Games предоставит поддержку для совместной разработки Clockwork Revolution.

### Комментарии
1. ↑  Дополнительную работу выполняет студия Shapeshifter Games.